# Sequential Circuits

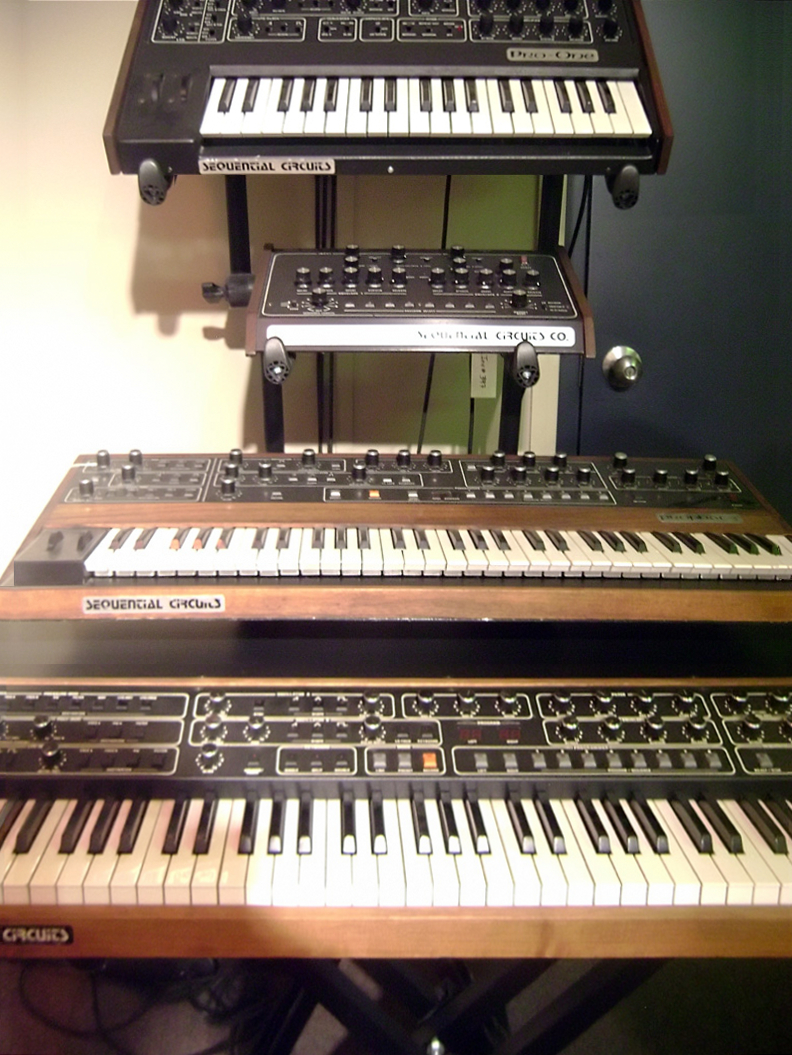
Familia de sintetizadores de Sequential Circuits:
Pro-One, programmer Model 700, Prophet-5, y Prophet T8

Sequential Circuits Inc. (SCI) era una compañía con sede en California especializada en la fabricación de sintetizadores fundada a comienzos de los años 1970s por el ingeniero Dave Smith, luego vendida -de urgencia- a la japonesa Yamaha Corporation en 1987. Durante su existencia, Sequential fue pionero en tecnologías y en el establecimiento de principios de diseño que sentaron las bases del desarrollo tecnológico de la música moderna. Sequential también jugó un rol crucial en la planificación, diseño y soporte de la revolucionaria innovación ocurrida en la música electrónica en el año 1982: la implementación del protocolo MIDI, tecnología que permitía la comunicación serial entre computadoras, sintetizadores, secuenciadores, controladores y otros dispositivos musicales.

## Productos e Innovaciones
Los primeros productos de Sequential fueron secuenciadores y dispositivos programables para terceros, fabricantes de sintetizadores.

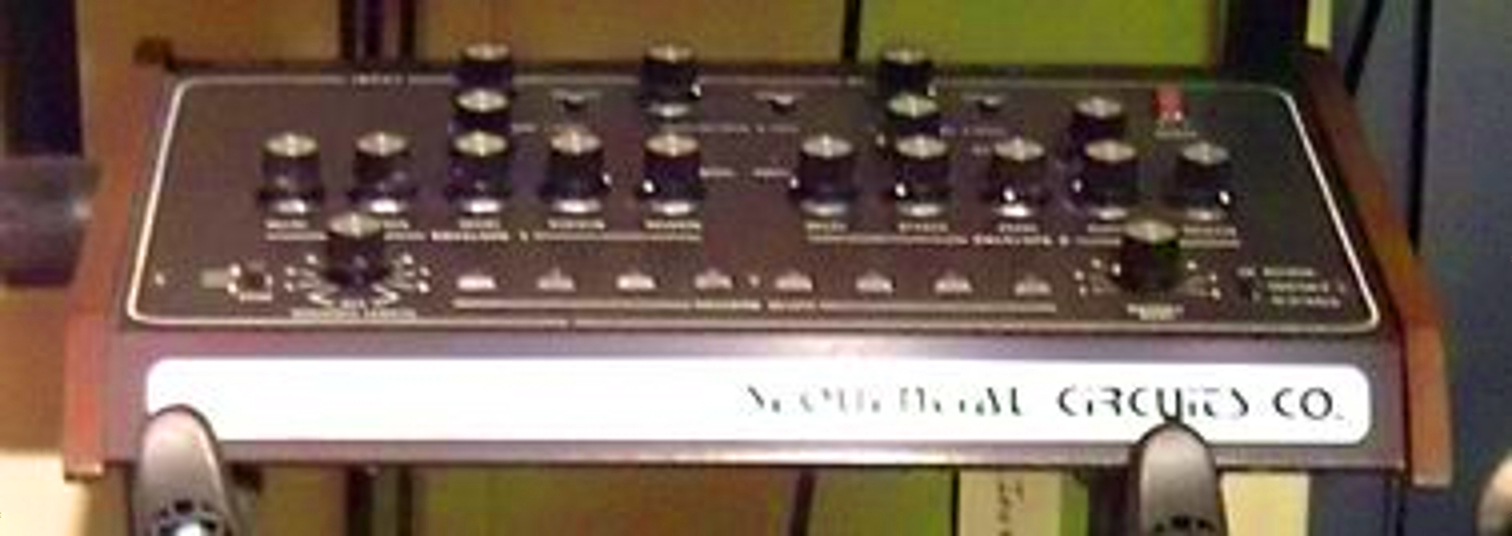
Model 700 Programmer (1977)

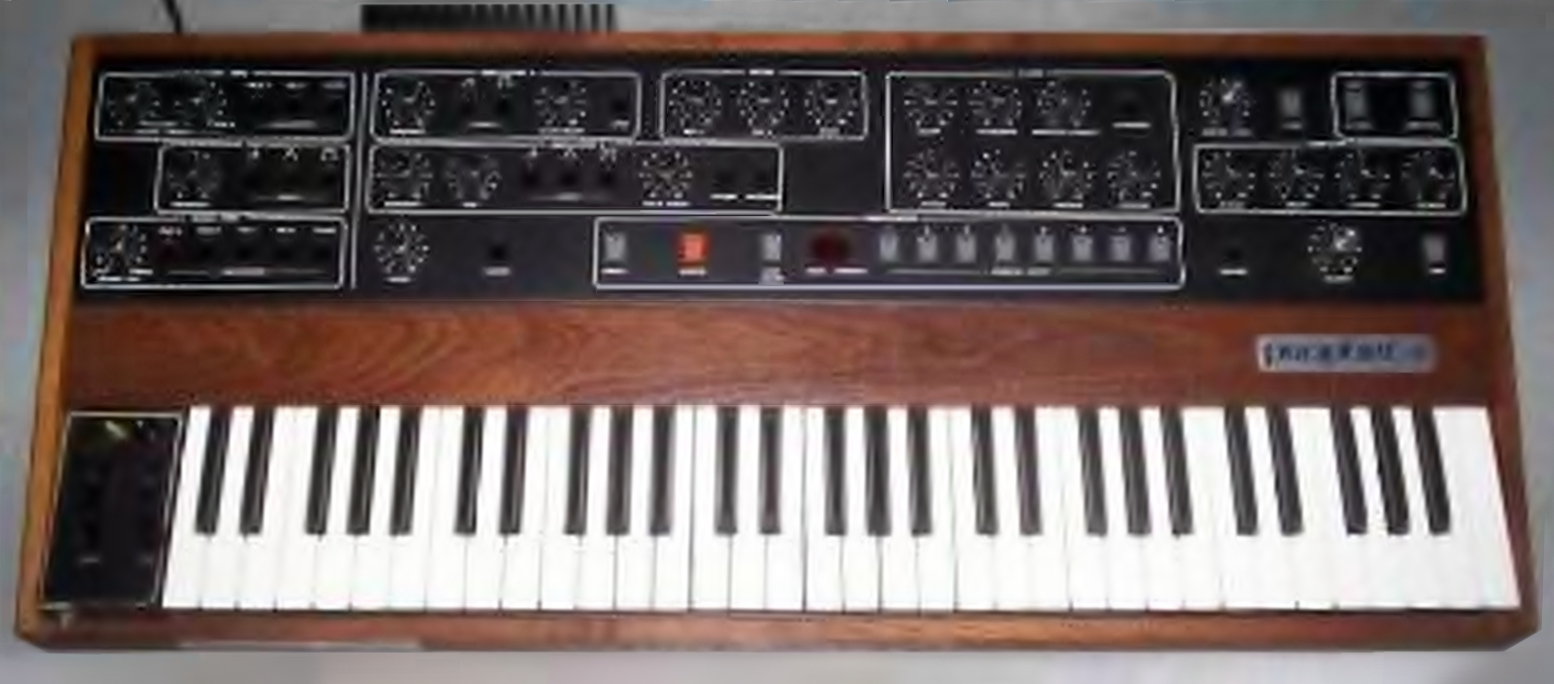
Prophet-5 (1978)

El primer sintetizador de Sequential fue una idea concebida y realizada por Dave Smith (ingeniero electrónico) y John Bowen (diseñador de sonidos) y resultó ser el muy exitoso Prophet-5, lanzado en el año 1978.  Este fue el primer sintetizador analógico programable a un precio asequible y que gozó de una enorme popularidad desde su lanzamiento hasta la primera mitad de los 1980s aproximadamente. Gracias a la combinación lograda entre un completo manejo microprocesado y la utilización de ICs a medida de bajo costo (fabricados por Solid State Music al principio y luego Curtis Electromusic), Sequential fue capaz de producir un sintetizador de relativo bajo costo con cinco voces de polifonía.
El entonces revolucionario principio de combinar cinco voces con una programación y edición muy sencilla dentro de un formato compacto de equipamiento estableció un estándar de sintetizadores polifónicos. Con el agregado de unidades de memoria capaces de almacenar la parametrización de un sonido en particular (una innovación realizada por Dave Smith con la asistencia de Dave Rossum de E-Mu Systems), por primera vez el usuario contaba con la capacidad de elegir entre una centena de sonidos con solo pulsar un botón. Esta funcionalidad fue considerada un desarrollo muy destacable en la industria de los sintetizadores, especialmente por el hecho de provenir de una ignota compañía operando desde un garage en California. Dave Smith diseñó, programó, y construyó el Prophet-5 en menos de ocho meses. El Prophet-5 estuvo producción desde 1978–1984, y vendieron aproximadamente 8,000 unidades.
Sequential siguió este exitoso debut lanzando al mercado en 1980 una versión funcionalmente idéntica al Prophet-5, pero esta vez con diez voces, el cual, -siguiendo la lógica de su antecesor- fue llamado Sequential Circuits Prophet-10. El Prophet-10 estaba provisto de 2 teclados con un secuenciador digital y la capacidad de poder ejecutar dos programas simultáneamente. El precio al momento de lanzarse fue de USD $9,000. No obstante tratarse de una versión más sofisticada del muy probado Prophet-5, solo se produjeron menos de 1,000 unidades.
En 1981, Sequential lanzó una versión monofónica del Prophet-5, el Pro-One. El Pro-One se hizo particularmente popular, superando las 10,000 unidades vendidas.

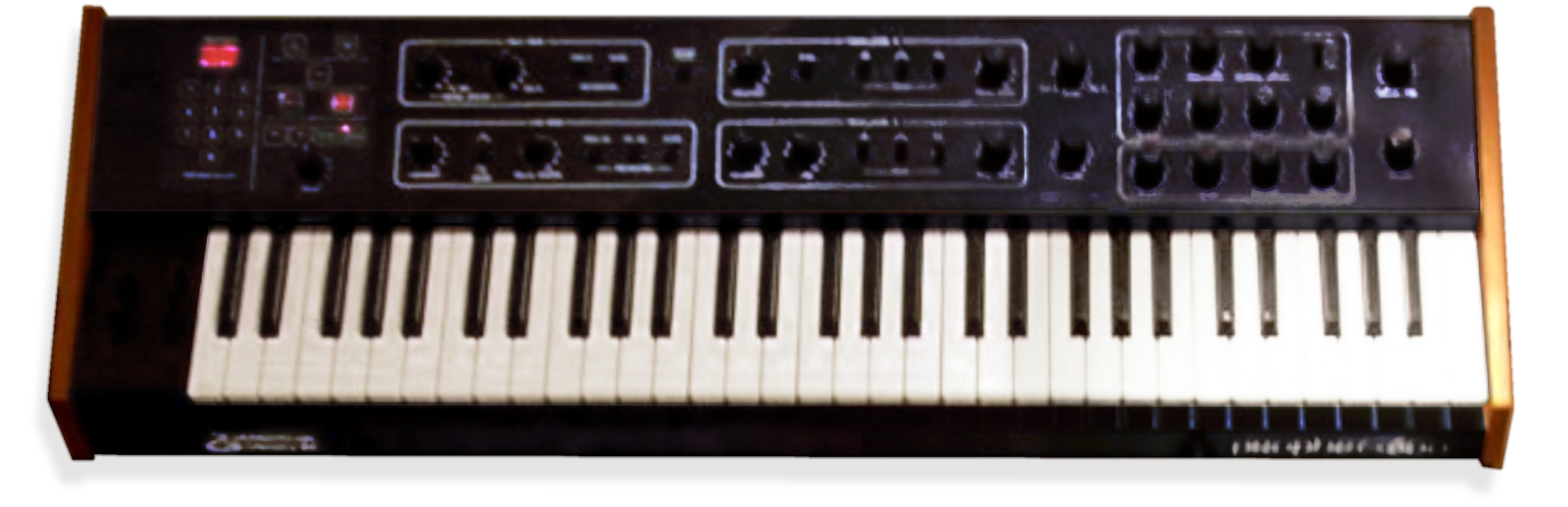
Prophet 600 (1982)

Sequential estuvo muy involucrado desde el principio en el desarrollo del protocolo MIDI, es por eso que tempranamente introdujo el primer sintetizador utilizando este protocolo: el Prophet 600, en el año 1982. En enero de 1983, en la convención NAMM de ese año, este instrumento se comunicó exitosamente con un sintetizador Roland Jupiter-6, siendo esta la primera demostración pública del uso aplicado del protocolo MIDI
En la exposición Goodman Music de 1983, Hybrid Arts y Robert Moore presentaron la primera computadora personal de Atari, la Atari 800 (8 bits con 48k de memoria RAM), comunicándose via MIDI con el Prophet 600. Esto se realizó a través de la interfaz de hardware MidiMate y el programa MidiTrack desarrollado por Moore y su socio, Paul Rother. El MidiMate tiene la distinción de haber sido la primera interfaz MIDI para computadora personal, en este caso físicamente conectando el Prophet 600 con la computadora Atari 800. La interfaz virtual se hacía a través del programa MidiTrack, el cual incluía un grabador/secuenciador MIDI, una interfaz gráfica completa y un programador/editor de librerías. Moore diseñó los gráficos, e incluyó el usó de lápiz óptico para facilitar la programación. La aplicación mostraba los controles del Prophet 600 en el monitor de la Atari, y era posible amacenar más de 1,000 programas de sonido desde el Prophet 600 a un único disquete.

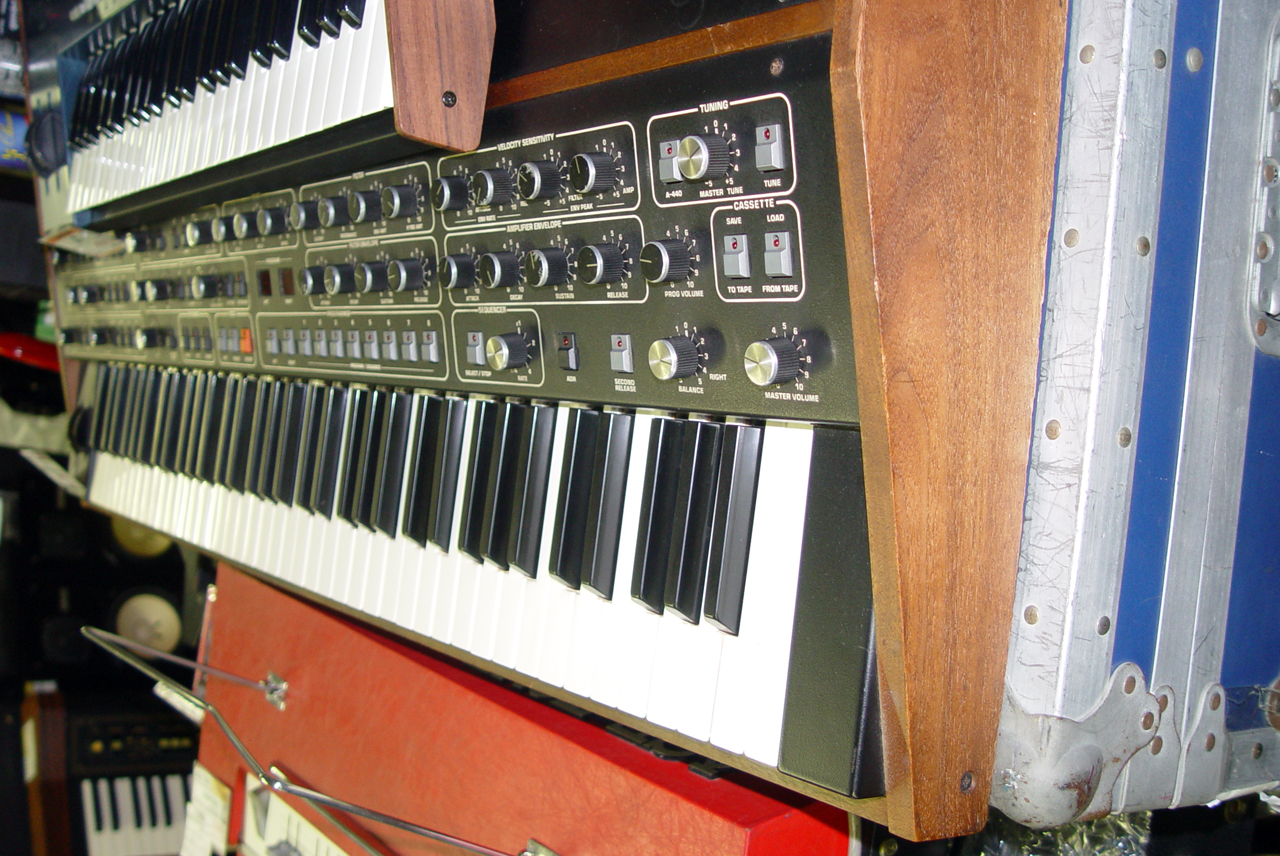
Prophet T8 (1983)

En 1983 la compañía lanzó el Sequential Circuits Prophet-T8, cuya principal característica morfológica era un teclado de madera de 76 notas (curiosamente "irregular", ya que iba desde un LA hasta un DO), el cual también implementaba una interfaz MIDI básica. Tenía una arquitectura de ocho voces muy similar al del Prophet-5. El teclado constaba de  teclas semi-pesadas, velocity y aftertouch y fue tan bien recibido que  New England Digital lo adoptó para sus estaciones de trabajo Synclavier. El mismo Dave Smith tiene una unidad del T8 como su principal controlador MIDI en su estudio personal.

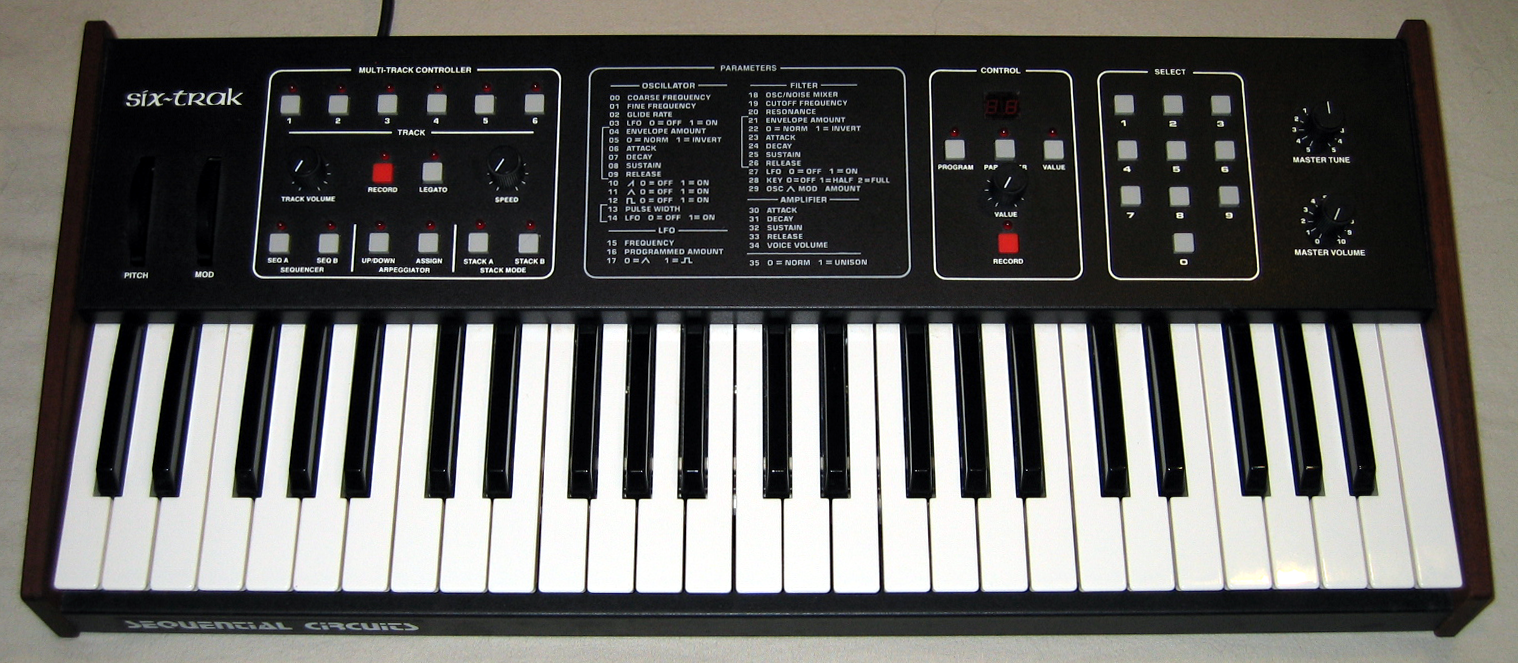
Six-Trak (1984)

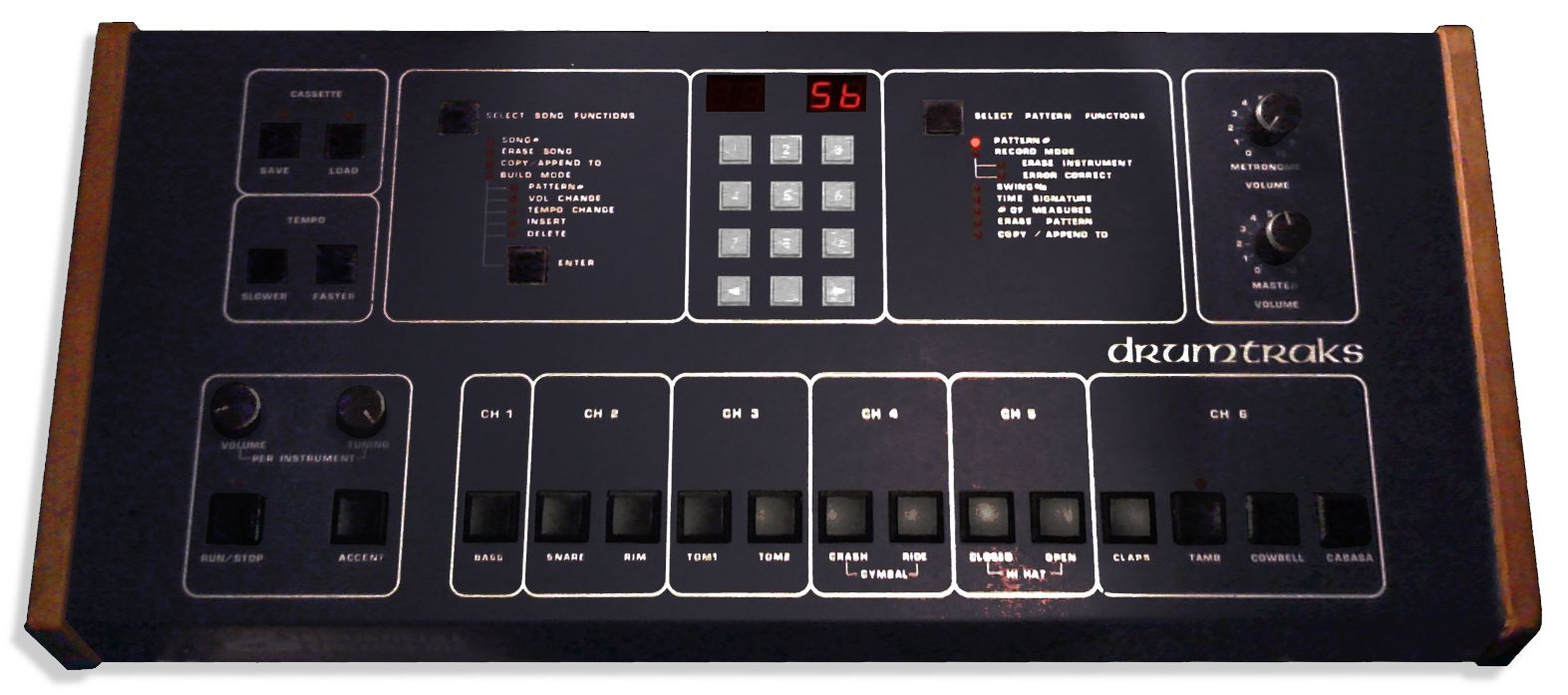
Drumtraks (1984)

El modelo Six-Trak fue lanzado en 1984 y fue uno de los primeros sintetizadores multímbrico que también incluía un secuenciador digital MIDI de seis pistas (de allí su nombre). Fue diseñado con la mera intención de facilitar la composición de arreglos. Su hermano mayor de seis voces, el modelo Sequential Circuits Multi-Trak sería lanzado recién al año siguiente.
Hacia fines del mismo 1984, Sequential lanzó el modelo de seis voces, multi-tímbrico de seis vías llamado Max, el cual era altamente dependiente del de una computadora externa para tareas de edición. Así Sequential comenzó el salto hacia el nuevo mundo de la edición y secuenciamiento basado en ordenador, el cual resultaría ser un experimento no muy exitoso, que de alguna forma, sentaría las bases para ulteriores problemas financieros de la compañía.
Sequential también lanzó dos cajas de ritmos a mediados de 1980s: la Drumtraks (1984) y la TOM (1985).

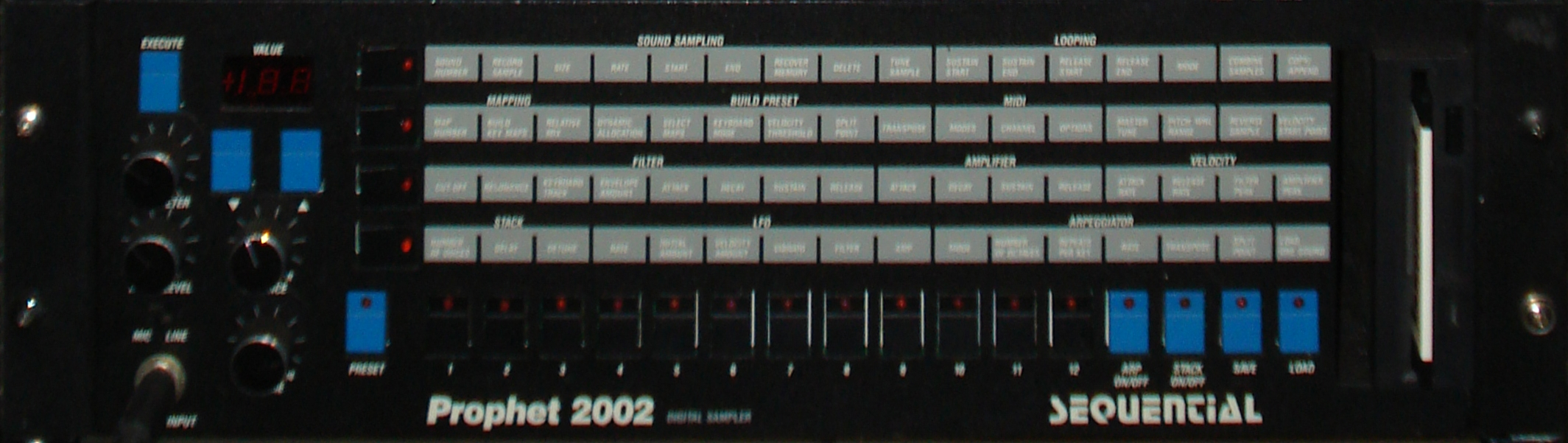
Prophet 2000 (1985)

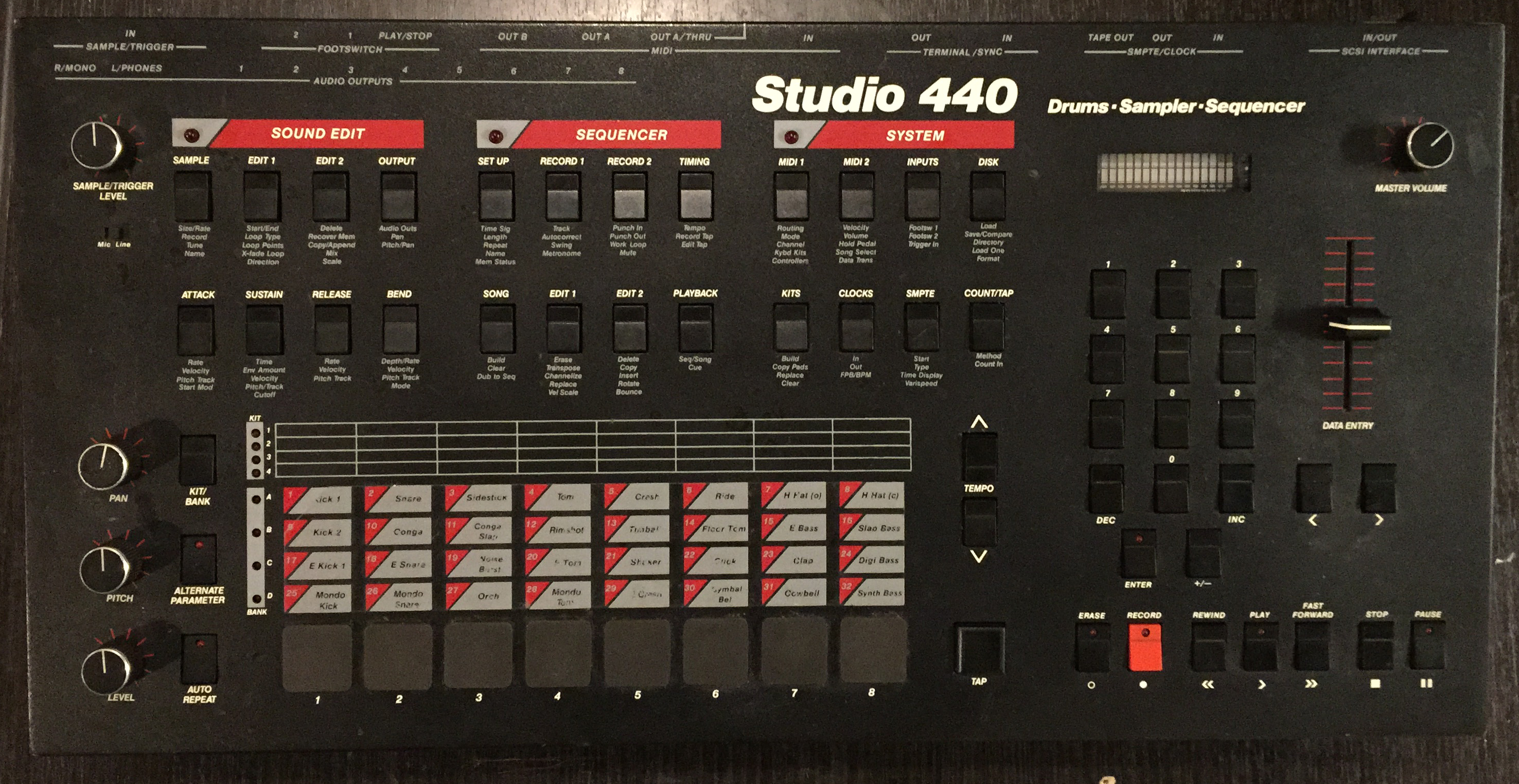
Studio 440 (1986)

A fines de 1985, Sequential lanzó un nuevo sampler: el Sequential Circuits Prophet 2000, junto con el último sintetizador analógico de la compañía: el Split-8, que resultara en otro estrepitoso fracaso comercial.
El Prophet VS, un sintetizador vectorial (justamente su nombre proviene del acrónimo en inglés), fue el primer y único sintetizador digital producido por Sequential, lanzado a principios de 1986. Con un esquema de Síntesis Vectorial que combina un generador de formas de onda digital y un joystick de vectores aplicados a los -reconocidos- filtros analógicos de Curtis, resultó en un instrumento único con un sonido muy distintivo. El VS sigue siendo venerado a pesar de su concoida inestabilidad electrónica (con el agravante que el equipo utiliza componentes electrónicos no estándar, desarrollados en la misma compañía, y por ende, muy difíciles de conseguir).
El último lanzamiento de Sequential Circuits fue el Studio 440. Esta extremadamente costosa unidad ($5000 USD) fue construida como una caja de ritmos, y combinaba un sampler con un secuenciador para hacer una estación integral de trabajo. Este tipo de equipo fue el antecesor del muy famoso secuenciador Akai MPC, el cual fue diseñado por Roger Linn, un muy buen amigo y muy frecuente colaborador de Dave Smith.
El año 1987 encuentra a Sequential habiendo ya finalizado el desarrollo de un nuevo sampler de 16 bits: el Prophet 3000, pero lamentablemente la compañía se fue a la bancarrota y fue adquirida por Yamaha. La compañía japonesa liquidó las pocas unidades de sampler Prophet 3000 producidas con un sustancial descuento. Tal como ocurrió con la mayoría de los productos de Sequential, también este sampler contenía funcionalidades que estaban totalmente adelantadas a su tiempo, tal como: la detección automática de pitch, el mapeo de teclas, una interfaz de control remoto, y funciones que facilitaban especialmente la edición de loops y el refinamiento de sonidos sampleados. Algunas de estas tecnologías fueron incluidas en la línea de samplers Yamaha A.

## Legado
Hoy en día el soporte de los instrumentos de Sequential Circuits es provisto por Wine Country Productions, el cual está conducido por un exempleado de la Sequential original: Dave Sesnak. Luego del traspaso a Yamaha, lo ex-empleados de Sequential comenzaron a desarrollar un nuevo sintetizador llamado F8, pero muy poco tiempo después, varios de los miembros de este equipo renunciaron para formar parte del departamento de I+D de otra compañía japonesa: Korg. Dave Smith hacía consultoría para Korg en aquel tiempo, y junto a aquel gran equipo, crearon el poderoso y memorable sintetizador Korg Wavestation (cuya interfaz de usuarios estaba basado en el diseño del F8). Este sintetizador tomaba prestados elementos de diseño del Prophet VS, pero haciéndose camino en la máxima utilización de tecnología digital (que evolucionaba muy rápidamente). Contrariamente a lo que indica un rumor muy extendido, lo cierto es que los miembros del equipo de Sequential jamás trabajaron los productos de Yamaha SY22 y TG33).
Los característicos sonidos de los productos de Sequential han sido -numerosas veces- objeto de simulación en sintetizadores de software. Varios desarrolladores, tales como Native Instruments y SonicCore, ofrecen instrumentos virtuales inspirados por los diseños de Sequential Circuits. Incluso varios sintetizadores analógicos incluyeron también programas de sonidos que emulan los más famosos sonidos de esta familia de sintetizadores.  Por ejemplo, el Clavia Nord Lead incluye un banco completo con fidedignas recreaciones de los sonidos de fábrica del Prophet-5.
Al día de hoy, Dave Smith opera la compañía Dave Smith Instruments, el cual fabrica, entre otras cosas, el Prophet '08, una actualización de la línea Prophet de Sequential Circuits, y la caja de ritmos analógica Tempest.

## Misceláneos
El logo de Sequential Circuits hace uso de la fuente llamada Stop diseñada por Aldo Novarese, además de una fuente celta utilizada para el nombre del modelo del instrumento.

## Productos de Sequential Circuits

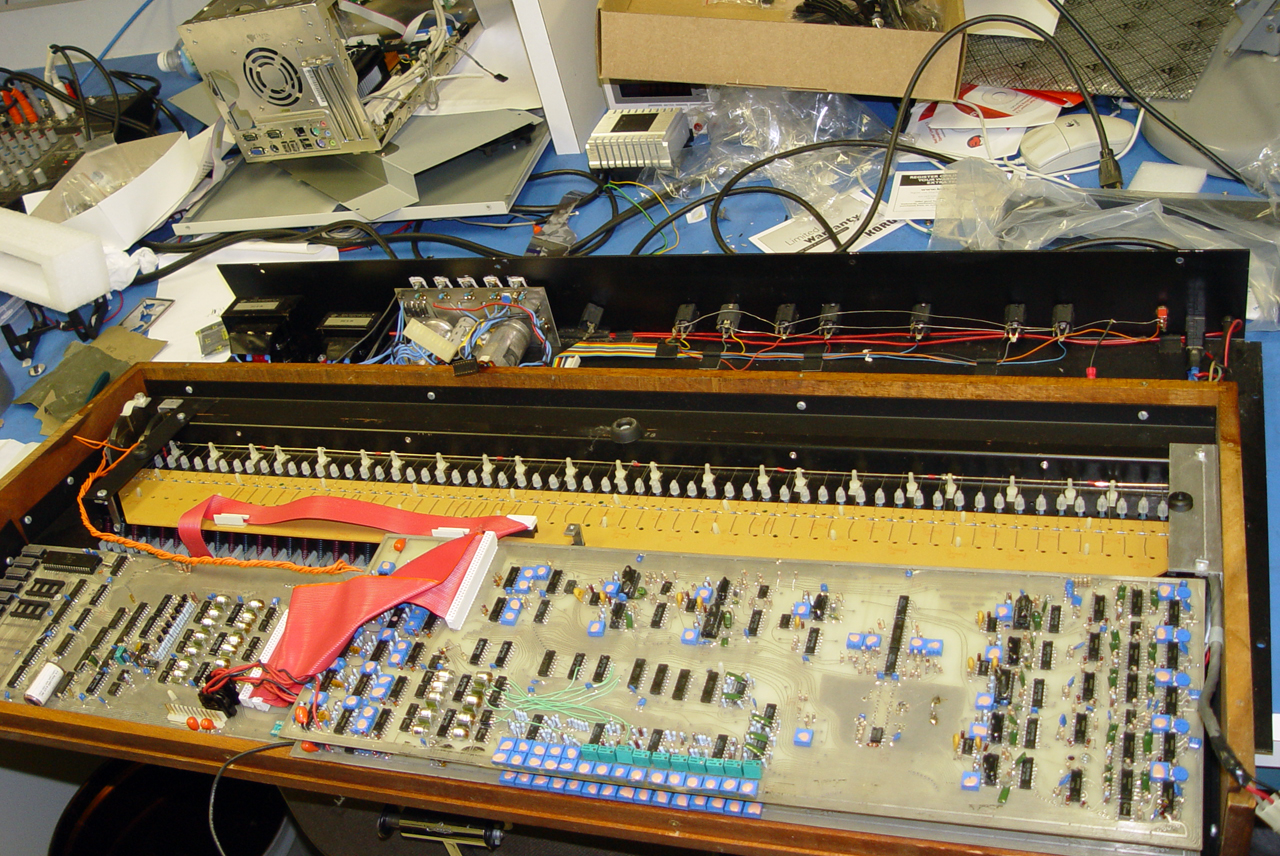
Prophet-10 inside

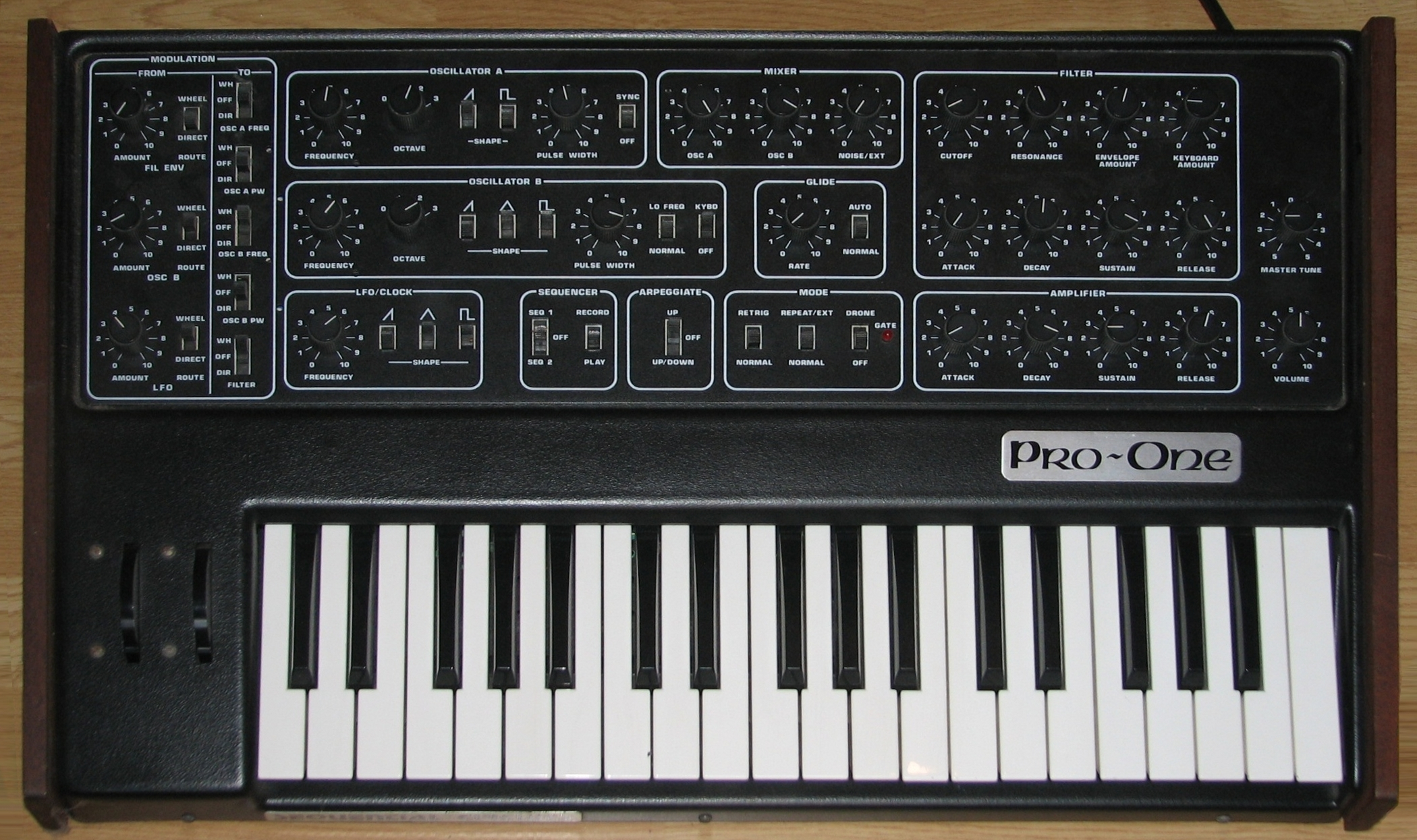
Pro-One (1980)

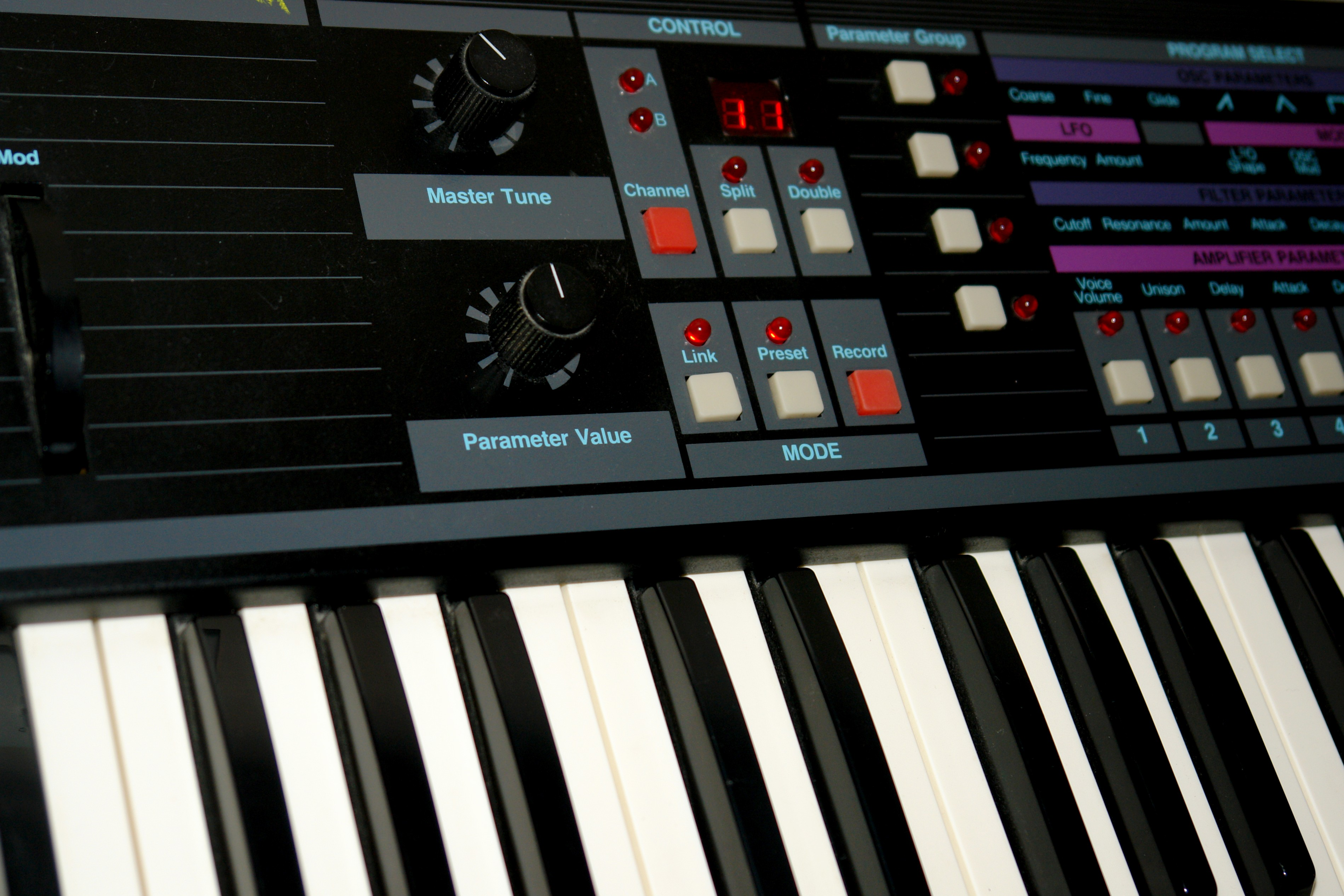
Split-8 (1985) - Vista del panel

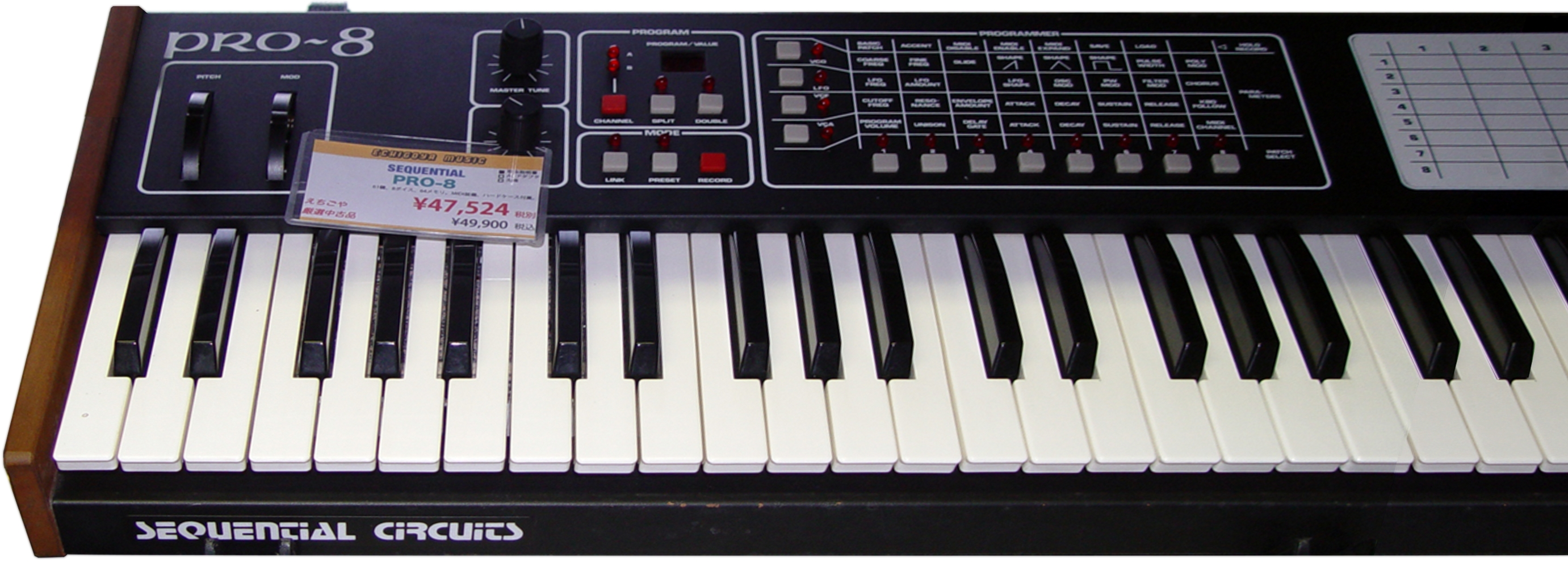
Pro-8 (1985)

- Model 600 (1974)  –  secuenciador analógico[7]
- Model 800 (1975)  –  secuenciador digital[8]
- Model 700 (1977)  –  programador[7]
- Prophet-5 (1978)  –  Sintetizador analógico de 5-voces con memoria
- Fugue (1979)  –  ensamble, diseñador por SCI y fabricado por Siel[9]

- Prelude (1982)  –  sintetizador orquestal de 4 secciones, fabricado por Siel; una variación de Orchestra 2 y OR400[10][11]
- Prophet 600 (1982)  –  el primer sintetizador MIDI
- Prophet Remote (1982)  –  teclado remoto para el Prophet-5[12]
- Prophet T8 (1983) –  El primer sintetizador MIDI con teclas semi-pesadas (con la dinámica de un piano)
- Six-trak (1984) –  el primer sintetizador multi-tímbrico
- Drumtraks (1984)  –  caja de ritmos programable con MIDI

- MAX (1984)  –  Sintetizador de 6 voces controladas por una PC externa[13]
- Multi-Trak (1985)  –  Segundo sintetizador multi-tímbrico de Sequential[14]
- Split-8 / Pro-8 (1985)  –  sintetizador de 8 voces
- TOM (1985)  –  caja de ritmos avanzada programable
- Prophet 2000 (1985)  –  sampler de 12bit
- Prophet VS (1986)  –  el primer sintetizador vectorial
- Studio 440 (1986)  –  máquina de secuenciación/sampleo de baterías y producción musical[15]
- Prophet 3000 (1987)  –  16bit sampler, el último de los productos de Sequential Circuits